# Abant (rei)
Abant (en grec antic Ἄβας) va ser el dotzè rei llegendari d'Argos, fill de Linceu i Hipermnestra i net de Dànau. És l'avantpassat de Perseu i el seu llinatge.
Es va casar amb Ocàlia de la que va tenir dos fills bessons, Acrísios i Pretos, i una filla, Idòmene, que es casà amb Amitàon. Va fundar Abae a Fòcida i Argos a Tessàlia i fou un anomenat conqueridor.
Higí explica que quan Dànau va morir, Abant va ser el primer que ho anuncià al seu pare Linceu. Linceu va mirar al seu entorn buscant alguna cosa per a obsequiar-lo, i va veure un escut que Dànau havia consagrat a Hera i que havia portat en la seva joventut. El va desclavar i el va entregar a Abant, i va establir uns jocs que se celebraven cada quatre anys, els "Jocs de l'escut d'Argos", i on els atletes guanyadors no rebien una corona sinó un escut.
Després de la seva mort, una revolta del poble fou sufocada només ensenyant el seu escut. Fou l'origen de la dinastia dels Abantiades d'Argos.